# Verband Fenster + Fassade
Der Verband Fenster + Fassade (VFF), vormals Verband der Fenster- und Fassadenhersteller, mit Sitz in Frankfurt am Main ist ein Fachverband der Hersteller von Fenstern, Türen und Fassaden sowie deren System- und Handelspartnern in Deutschland.

## Mitglieder
Der Verband wurde nach eigenen Angaben 1979 gegründet als Interessenverband für Hersteller und Verarbeiter von Fenstern, Fassaden und Türen sowie deren System- und Handelspartner. Die 400 Mitgliedsbetriebe haben nach Angaben des Verbands einen Marktanteil von ca. 65 % in Deutschland. Im Jahr 2017 betrug der Fensterabsatz in Deutschland 14,2 Millionen Fenstereinheiten.

## Ziele
Der Verband hat das Ziel, Fassadenhersteller sowie deren System- und Handelspartner im Wettbewerb zu unterstützen und neue Märkte für sie zu erschließen. Er soll seinen Mitgliedern einen Kompetenz- und Wissensvorsprung bezüglich Produktqualität und Wettbewerbsfähigkeit verschaffen. Der Verband dient dazu als Dienstleister und Kommunikationsplattform für die Branche.

## Geschäftstätigkeit
Lobbying, Marketing, VOB & Recht, Statistik & Markt und Normung & Technik sind Bestandteile der Verbandstätigkeit. Durch gezielte Lobbyarbeit vertritt der Verband seine Mitglieder im politischen Prozess. Mit der Bereitstellung von Marketingkampagnen und -materialien sollen die Mitglieder in ihrer Öffentlichkeitsarbeit unterstützt werden. Durch Beratung erhalten Mitglieder Tipps und Informationen zur VOB. Der Verband erarbeitet Studien und Statistiken zum deutschen und europäischen Fenstermarkt. Durch Initiativen zu Gesetzen und durch Mitwirkung in den Normungsgremien vertritt der VFF die Interessen seiner Mitglieder auf nationaler, europäischer und internationaler Ebene. Die Grundlagen der Geschäftstätigkeit werden von den Mitgliedern in Fachausschüssen des Verbandes gemeinschaftlich erarbeitet. Zur Sicherung der Produktqualität arbeitet der Verband eng mit der Gütegemeinschaft Fenster und Haustüren und dem Institut für Fenstertechnik zusammen.

## Medien
Der Verband ist in überregionalen wie in Fachmedien regelmäßig präsent, bezieht dort zu Fachthemen Stellung und gibt Merkblätter heraus.